# 佳田站
佳田站是位于广西壮族自治区来宾市兴宾区凤凰镇佳田村的一个铁路车站，邮政编码546107。车站建于1957年，有湘桂铁路经过该站，现仅办理货运，不办理客运业务，车站及其上下行区间均未电气化。车站距离衡阳站579公里，隶属南宁铁路局，现已撤销。